# Falkušovce
Falkušovce (ungarisch Falkus) ist eine Gemeinde im Osten der Slowakei mit 659 Einwohnern (Stand 31. Dezember 2024), die zum Okres Michalovce, einem Teil des Košický kraj, gehört und in der traditionellen Landschaft Zemplín liegt.

## Geographie
Die Gemeinde befindet sich inmitten des Ostslowakischen Tieflands im Einzugsgebiet der Ondava. Das Ortszentrum liegt auf einer Höhe von 106 m n.m. und ist 19 Kilometer von Michalovce entfernt.
Nachbargemeinden sind Bracovce im Norden, Dúbravka im Osten, Kačanov im Süden und Trebišov im Westen.

## Geschichte
Falkušovce wurde zum ersten Mal 1290 als Folkus schriftlich erwähnt und war Besitz mehrerer Geschlechter des niederen Adels. 1600 hatte die Ortschaft 15 Porta. 1828 zählte man 76 Häuser und 570 Einwohner, deren Haupteinnahmequelle Landwirtschaft war. Viele Einwohner nahmen am Ostslowakischen Bauernaufstand von 1831 teil. Im 19. Jahrhundert besaßen die Geschlechter Kazinczy, Lobkovicz sowie weitere Güter im Ort.
Bis 1918/1919 gehörte der im Komitat Semplin liegende Ort zum Königreich Ungarn und kam danach zur Tschechoslowakei beziehungsweise heute Slowakei.
Heute arbeiten die Einwohner wie vorher im landwirtschaftlichen Sektor, aber auch in Industriebetrieben und im Dienstsektor in Vojany, Michalovce, Strážske und anderen Orten.

## Bevölkerung
| Jahr                | 1994 | 2004    | 2014    | 2024    |
| ------------------- | ---- | ------- | ------- | ------- |
| Anzahl der Personen | 615  | 673     | 666     | 659     |
| Unterschied         |      | +9,43 % | −1,04 % | −1,05 % |

| Jahr                | 2023 | 2024    |
| ------------------- | ---- | ------- |
| Anzahl der Personen | 670  | 659     |
| Unterschied         |      | −1,64 % |

Nach der Volkszählung 2011 wohnten in Falkušovce 681 Einwohner, davon 546 Slowaken, acht Ukrainer, drei Russinen, jeweils zwei Magyaren, Roma und Tschechen sowie ein Pole. 117 Einwohner machten keine Angabe zur Ethnie.
203 Einwohner bekannten sich zur orthodoxen Kirche, 159 Einwohner zur griechisch-katholischen Kirche, 143 Einwohner zur römisch-katholischen Kirche, 12 Einwohner zur reformierten Kirche, 11 Einwohner zur Evangelischen Kirche A. B., vier Einwohner zur Brüderkirche und ein Einwohner zu den Baptisten; zwei Einwohner bekannten sich zu einer anderen Konfession. Acht Einwohner waren konfessionslos und bei 138 Einwohnern wurde die Konfession nicht ermittelt.

## Bauwerke
- griechisch-katholische Kirche Himmelfahrt des Herrn im gemischten barock-klassizistischen Stil aus dem Jahr 1779
- moderne orthodoxe Kirche Himmelfahrt des Herrn im byzantinischen Stil aus dem Jahr 1994